# 알리스 드랭크생
알리스 드랑크쟁(프랑스어: Alice de Lencquesaing, 프랑스어 발음: [də lɑ̃kzɛ̃], 1991년 8월 11일 ~ )은 프랑스의 배우이다.
배우 루이도 드랑크쟁의 딸이다.

## 출연 작품
- 작은 상처들 (2003)
- 워터 릴리스 (2007)
- 여름의 조각들 (2008)
- 내 아이들의 아버지 (2009)
- 경찰들 (2011)
- 인 어 러쉬 (2012)
- 베일을 쓴 소녀 (2013)
- 도쿄 피앙세 (2014)
- 나는 앞으로 심장을 목표로 한다 (2014)
- 서보디네이트 (2014)
- 강도들 (2015)
- 마가렛 앤 줄리앙:금지된 사랑 (2015, Marguerite et Julien)
- 러브 앳 퍼스트 차일드 (2015)
- 로메르를 찾아서 (2015)
- 프란츠 (2016)
- 쇼콜라 (2016)
- 웨딩 (2016)
- 써스트 스트리트 (2017)
- 코끼리와 나비 (2017)
- 저스트 투 비 슈어 (2017)
- 에스페스 메나세 (2017)
- 레벤느망 (2021)